# Liet-Kynes
Il dottor Liet-Kynes è un personaggio immaginario dell'universo fantascientifico del Ciclo di Dune di Frank Herbert.

## Biografia del personaggio

### Il preludio a Dune
Liet Kynes nasce in un villaggio sietch dei Fremen sul pianeta Arrakis, il mondo più importante e pericoloso dell'Impero, l'unico su cui si può raccogliere il melange. È l'unico figlio del dottor Pardot Kynes, l'ecologo imperiale al servizio di Elrood IX, il sovrano dell'universo conosciuto da cui ha ricevuto l'incarico di studiare le origini del melange, e di una donna Fremen, figlia di un illustre naib, un capotribù. Dal padre eredita una straordinaria intelligenza, accompagnata da una fervida curiosità, e la passione per le discipline ecologiche. Durante la giovinezza e l'adolescenza, accompagna spesso il genitore nei suoi lunghi viaggi per tutto Arrakis, mondo dai mille pericoli e completamente sommerso dalle torride sabbie dell'erg, in una missione il cui obiettivo è fare del pianeta un luogo ricco di acqua e vegetazione, ma che secondo le più ottimistiche previsioni darebbe frutti nei prossimi cinquecento anni.
In questa missione, che il dottor Kynes tiene abilmente segreta continuando a inviare rapporti sul melange fino al pianeta Kaitain, Liet impara l'arte del comando, tutti i segreti dell'arcana cultura Fremen e tutto il sapere del padre, che muore all'improvviso durante il crollo di una caverna. Secondo la procedura imperiale, Liet si candida come suo successore, e Shaddam IV, figlio di Elrood e attuale Imperatore, lo conferma al rango di agente della Casa Corrino, dimostrando però uno scarso interesse ai rapporti sulla natura inspiegabile del melange. Analogamente al padre, Liet prosegue con gli studi di trasformazione ambientale di Arrakis con l'attiva partecipazione dei Fremen, nel più assoluto segreto. Anni dopo, quando ormai gode dello stesso prestigio del padre presso le brutali ma leali tribù dei Fremen, prende moglie e ha una figlia, Chani, giovane guerriera.

### Ciclo di Dune
Quando Shaddam IV revoca alla Casa degli Harkonnen il titolo di governatori di Arrakis, titolo che detenevano da ottant' anni insieme alla licenza di estrarre il melange in favore della Casa Atreides, Liet viene nominato Arbitro del Cambio, nella cui veste è dotato di ampi poteri decisionali e giudiziari con il compito di assicurare una pacifica transizione amministrativa del pianeta tra una dinastia e l'altra.
Durante la permanenza degli Atreides su Arrakis, si presenta ai nuovi signori del pianeta come una persona indecifrabile e dalle oscure relazioni con i Fremen. In realtà, dietro ai suoi manierismi introversi e impenetrabili, tenta di studiare la natura del duca Leto, il capo della famiglia, e soprattutto quella del giovane Paul, un ragazzo di quindici anni che, secondo molti indizi, potrebbe essere il messia atteso dalle millenarie profezie Fremen.
L'estromissione degli Harkonnen a beneficio degli Atreides è in realtà una trappola con cui i Corrino intendono sbarazzarsi di Leto, persona sempre più influente e rispettata nel Landsraad, tanto che all'improvviso gli Harkonnen, guidati dall'ingordo e osceno barone Vladimir, sferrano un pesante attacco sul mondo delle sabbie con l'aiuto segreto dell'esercito dei Sardaukar, le temute milizie di Shaddam.
Sostenuto dal comandante Duncan Idaho, ambasciatore degli Atreides presso i Fremen, Liet salva la vita del giovane Paul, e quella di sua madre Lady Jessica, la concubina ufficiale del duca, indicando loro la strada più sicura verso un villaggio Fremen in una regione del sud, dove di solito le case dell'Impero non si sospingono. Subito dopo, però, il planetologo cade nelle grinfie del barone Harkonnen, che per punirlo lo abbandona in pieno deserto senza tuta distillante, causandone una morte lenta e atroce che viene fatta passare per un drammatico incidente.

## Altri media
Liet-Kynes appare nelle tre trasposizioni del romanzo di Frank Herbert: in Dune (1984) di David Lynch è interpretato da Max von Sydow e doppiato da Giuseppe Rinaldi, in Dune - Il destino dell'universo è impersonato da Karel Dobrý, con la voce italiana di Angelo Maggi mentre in Dune (2021) di Denis Villeneuve è interpretata dall'attrice Sharon Duncan-Brewster e doppiata da Laura Romano.